# Karel Vodička
Karel Vodička (8. listopadu 1880 Kardašova Řečice – 11. března 1957 České Budějovice) byl středoškolský profesor, legionář, ředitel gymnázia, zakladatel a předseda Jihočeské astronomické společnosti v letech 1928–1942, ředitel českobudějovické hvězdárny (1928–1942), předseda českobudějovického Radioklubu.

## Život

### Studia
Karel Vodička se narodil v Kardašově Řečici do rodiny domácího tkalce Karla Vodičky a jeho manželky Antonie Landsteinové. Vystudoval gymnázium v Jindřichově Hradci, odkud odešel na pražskou Filosofickou fakultu české university, která zahrnovala také přírodní vědy. Zde získal v roce 1907 titul doktora filosofie, když obhájil disertační práci na téma O fysikálních a mathematických methodách k určení parallaxy sluneční.

## Osobní život
Dne 24. září 1909 se v Jindřichově Hradci oženil s Markétou Kroiherovou-Plánskou. Manželka byla sestrou známého jihočeského kněze-faráře v Ledenicích Františka Jana Kroihera, politika Agrární strany. V roce 1910 se manželům narodila první dcera Eva, která ale záhy zemřela. Karel Vodička se v roce 1912 stal profesorem na gymnáziu v Českých Budějovicích se specializací matematika a fyzika.
Na začátku první světové války nastoupil jako důstojník k 33. domobraneckému pluku. Až po narukování se mu narodila druhá dcera Karola. Poručík Vodička byl zajat 22. března 1915 při obraně pevnosti Přemyšl. V ruském zajetí pracoval v Ufě jako přednosta meteorologické stanice. Do československé legie se přihlásil v červenci 1918 a byl zařazen jako vojín k 1. záložnímu pluku. Dne 2. února 1919 byl vojín Vodička přeřazen k Týlovému intendantstvu Dálného východu. Stal se přednostou dopravního oddělení v Charbinu, který opustil až s posledním transportem do Vladivostoku. S evakuační lodí navštívil Čínu, Ceylon, Indii a další místa. Po šesti letech se v roce 1920 vrátil do Československa a byl demobilizován v hodnosti poručíka.
V Českých Budějovicích pokračoval od roku 1921 jako profesor na gymnáziu. Brzy se stal významným členem české komunity v tehdy ještě silně německých Českých Budějovicích. Stýkal se tehdejším primátorem města Dr. Augustem Zátkou, dalšími radními města, a s řadou významných průmyslníků.

## Odborná činnost
Přírodní vědy a zejména nauku o vesmíru propagoval popularizujícími články v tisku již před první světovou válkou.
V letech 1926 až 1935 byl ředitelem Jirsíkova gymnázia. Stal se předsedou českobudějovické pobočky Nezávislé jednoty československých legionářů, Profesorského spolku, Jihočeského radioklubu, Spolku pro podporování nemajetných studujících Jirsíkova gymnázia. Stal se také pokladníkem Okresního osvětového spolku a Knihovní rady, členem Klubu přátel českobudějovické Besedy, Sokola, Československé národní jednoty střelecké, Okrašlovacího spolku, Okresního školního výboru a členem výkonného výboru Národní demokracie.
Kabinet ředitele gymnázia Karla Vodičky se stal centrem, ve kterém se scházeli příznivci astronomie. Přišel s myšlenkou na založení Jihočeské astronomické společnosti a tuto myšlenku také realizoval v roce 1928. Velkým cílem této společnosti se stalo vybudování hvězdárny, a to jako samostatné stavby po vzoru pražské petřínské hvězdárny. Karel Vodička byl hlavní osobou, která tuto stavbu organizovala a zajišťovala podporu města i podnikatelů. V době velké hospodářské krize bylo zabezpečení stavby hvězdárny obzvlášť obtížným úkolem. Do fondu na zřízení hvězdárny vložil i své osobní finanční prostředky. Dne 14. listopadu 1937 byla hvězdárna, jako druhá toho druhu v Čechách, slavnostně otevřena.
Po vzniku Protektorátu Čechy a Morava byl jako bývalý legionář předčasně pensionován a současně také musel opustit svou funkci předsedy Jihočeské astronomické společnosti. Astronomii se ale věnoval až do své smrti 11. března 1957.

## Ocenění
- Po PhDr. Karlu Vodičkovi byla pojmenována planetka č. 44 885 (Vodička), objevená na hvězdárně na Kleti Janou Tichou a Milošem Tichým v roce 1999[8]
- Čestný občan města Kardašova Řečice.